# Robert Hahn (Politiker)
Robert Hahn (* 1962 in Pforzheim) ist ein deutscher Kommunalpolitiker (CDU).

## Leben
Hahn studierte Rechtswissenschaft an der Eberhard Karls Universität Tübingen. Daraufhin war er von 1993 bis 1995 Leiter des Rechts- und Presseamtes des Landratsamts Tübingen. Von 1995 bis 1996 war er Referent für Grundsatz, Koordinierung und Abfallrecht im Regierungspräsidium Stuttgart. Von 1996 bis 1999 war er Referent in der Koordinierungsstelle des Regierungspräsidiums Stuttgart. Anschließend war er von 1999 bis 2000 Referent für Asylrecht und Rückführung im Innenministerium Baden-Württemberg. Von 2000 bis 2003 war er als Parlamentarischer Berater im Landtag von Baden-Württemberg tätig.
Seit 2003 ist Hahn Bürgermeister (Beigeordneter) für Verwaltung-, Kultur- und Soziales der Stadt Reutlingen. Seit 2021 ist er zudem als Nachfolger von Ulrike Hotz Erster Bürgermeister und ständiger Vertreter des Oberbürgermeisters von Reutlingen, Thomas Keck.